# Anne Marit Jacobsen
 (juin 2024).
La mise en forme du texte ne suit pas les recommandations de Wikipédia : il faut le « wikifier ».
Les points d'amélioration suivants sont les cas les plus fréquents. Le détail des points à revoir est peut-être précisé sur la page de discussion.
- Les titres sont pré-formatés par le logiciel. Ils ne sont ni en capitales, ni en gras.
- Le texte ne doit pas être écrit en capitales (les noms de famille non plus), ni en gras, ni en italique, ni en « petit »…
- Le gras n'est utilisé que pour surligner le titre de l'article dans l'introduction, une seule fois.
- L'italique est rarement utilisé : mots en langue étrangère, titres d'œuvres, noms de bateaux, etc.
- Les citations ne sont pas en italique mais en corps de texte normal. Elles sont entourées par des guillemets français : « et ».
- Les listes à puces sont à éviter, des paragraphes rédigés étant largement préférés. Les tableaux sont à réserver à la présentation de données structurées (résultats, etc.).
- Les appels de note de bas de page (petits chiffres en exposant, introduits par l'outil «  Source ») sont à placer entre la fin de phrase et le point final[comme ça].
- Les liens internes (vers d'autres articles de Wikipédia) sont à choisir avec parcimonie. Créez des liens vers des articles approfondissant le sujet. Les termes génériques sans rapport avec le sujet sont à éviter, ainsi que les répétitions de liens vers un même terme.
- Les liens externes sont à placer uniquement dans une section « Liens externes », à la fin de l'article. Ces liens sont à choisir avec parcimonie suivant les règles définies. Si un lien sert de source à l'article, son insertion dans le texte est à faire par les notes de bas de page.
- La présentation des références doit suivre les conventions bibliographiques. Il est recommandé d'utiliser les modèles {{Ouvrage}}, {{Chapitre}}, {{Article}}, {{Lien web}} et/ou {{Bibliographie}}. Le mode d'édition visuel peut mettre en forme automatiquement les références.
- Insérer une infobox (cadre d'informations à droite) n'est pas obligatoire pour parachever la mise en page.

Pour une aide détaillée, merci de consulter Aide:Wikification.
Si vous pensez que ces points ont été résolus, vous pouvez retirer ce bandeau et améliorer la mise en forme d'un autre article.
Pour les articles homonymes, voir Jacobsen.
Anne Marit Jacobsen (née le 7 novembre 1946) est une actrice norvégienne. 

## Biographie
Jacobsen naît à Oslo. Elle est la fille du sculpteur Thorbjørn Sigurd Jacobsen et de l'artiste lyrique Randi Heide Steen (en). Elle travaille au Nationaltheatret d'Oslo à partir de 1970. Au cinéma, elle tient le rôle principal dans Marikkens bryllup (en) (1972). Elle se fait également remarquer dans Den som henger i en tråd (en) (1980) et dans Ole Aleksander Filibom-bom-bom (1998).
À la télévision, elle tient un rôle central dans Hilde? På TV?!, Vestavind, Sejer, et Acquitté (2015). Elle remporte différents prix, dont le prix Per Aabel (en) (1997), le Komiprisen (en) (2003) et le prix Amanda (2016). Elle reçoit l'ordre de Saint-Olaf en 2017.

## Filmographie
- 1965 : 4x4, film a sketches scandinave
- 1972 : Marikkens bryllup (en)
- 1980 : Den som henger i en tråd (en)
- 1998 : Ole Aleksander Filibom-bom-bom
- 2012 : Som du ser meg de Dag Johan Haugerud : Inger
- 2019 : Barn de Dag Johan Haugerud : Torunn